# Julian Lüftner
Julian Lüftner (Zams, 11 gennaio 1993) è uno snowboarder austriaco.

## Biografia
In Coppa del Mondo ha esordito il 7 dicembre 2010 a Lech am Arlberg (52ª).

## Palmarès

### Festival olimpico della gioventù europea
- 1 medaglia:
  - 1 oro (snowboard cross a Szczyrk 2009)

### Coppa del Mondo
- Miglior piazzamento nella Coppa del Mondo di snowboard cross: 10º nel 2020 e nel 2022
- 3 podi:
  - 1 vittoria
  - 1 terzo posto
  - 1 terzo posto

#### Coppa del Mondo - vittorie
| Data            | Luogo    | Paese    | Disciplina |
| --------------- | -------- | -------- | ---------- |
| 3 febbraio 2018 | Feldberg | Germania | SBX        |

Legenda:

SBX = Snowboard cross